# Astragalus onobrychis
Astragalus onobrychis är en ärtväxtart som beskrevs av Carl von Linné. Astragalus onobrychis ingår i släktet vedlar, och familjen ärtväxter. Inga underarter finns listade i Catalogue of Life.

## Bildgalleri

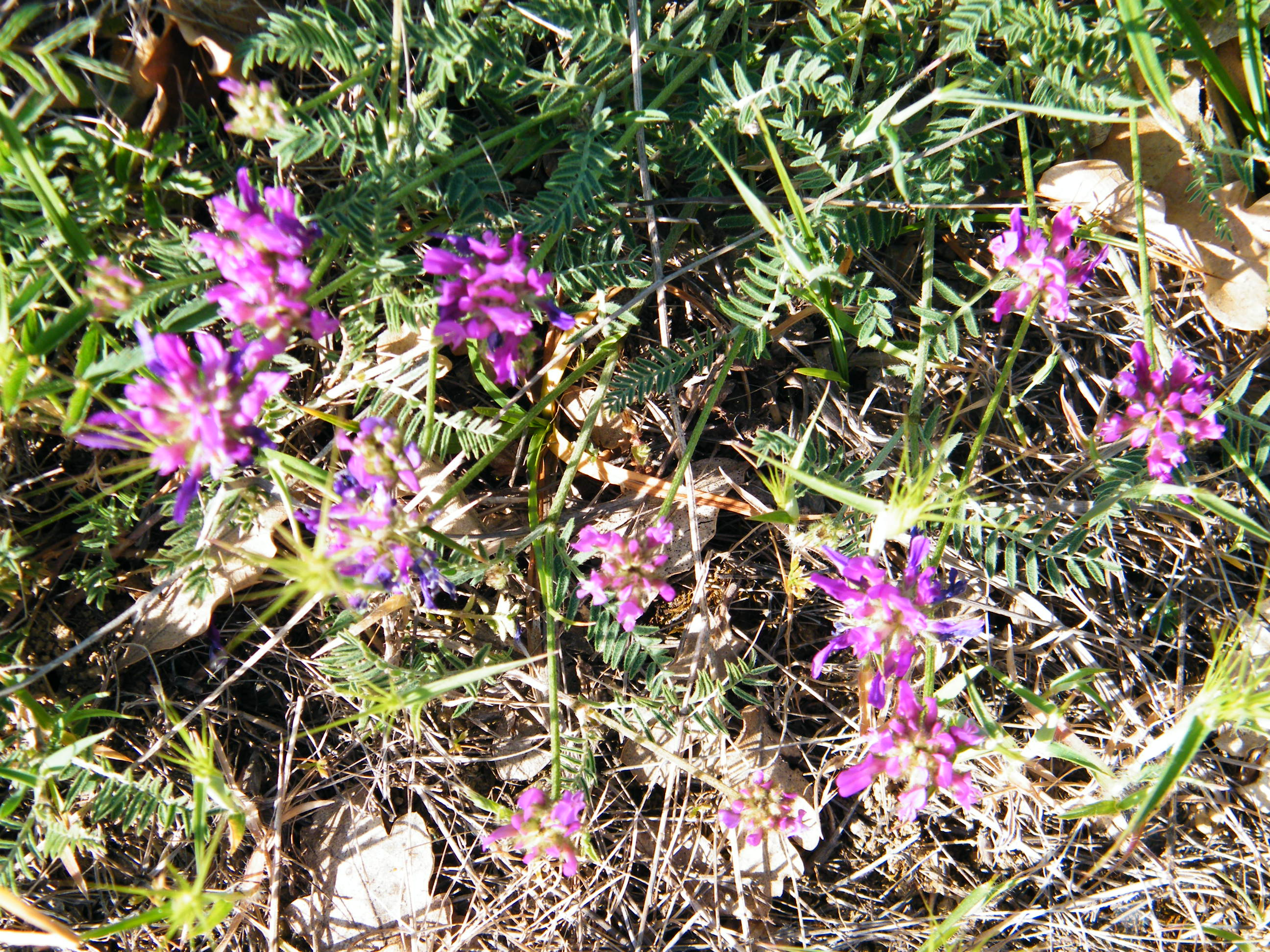
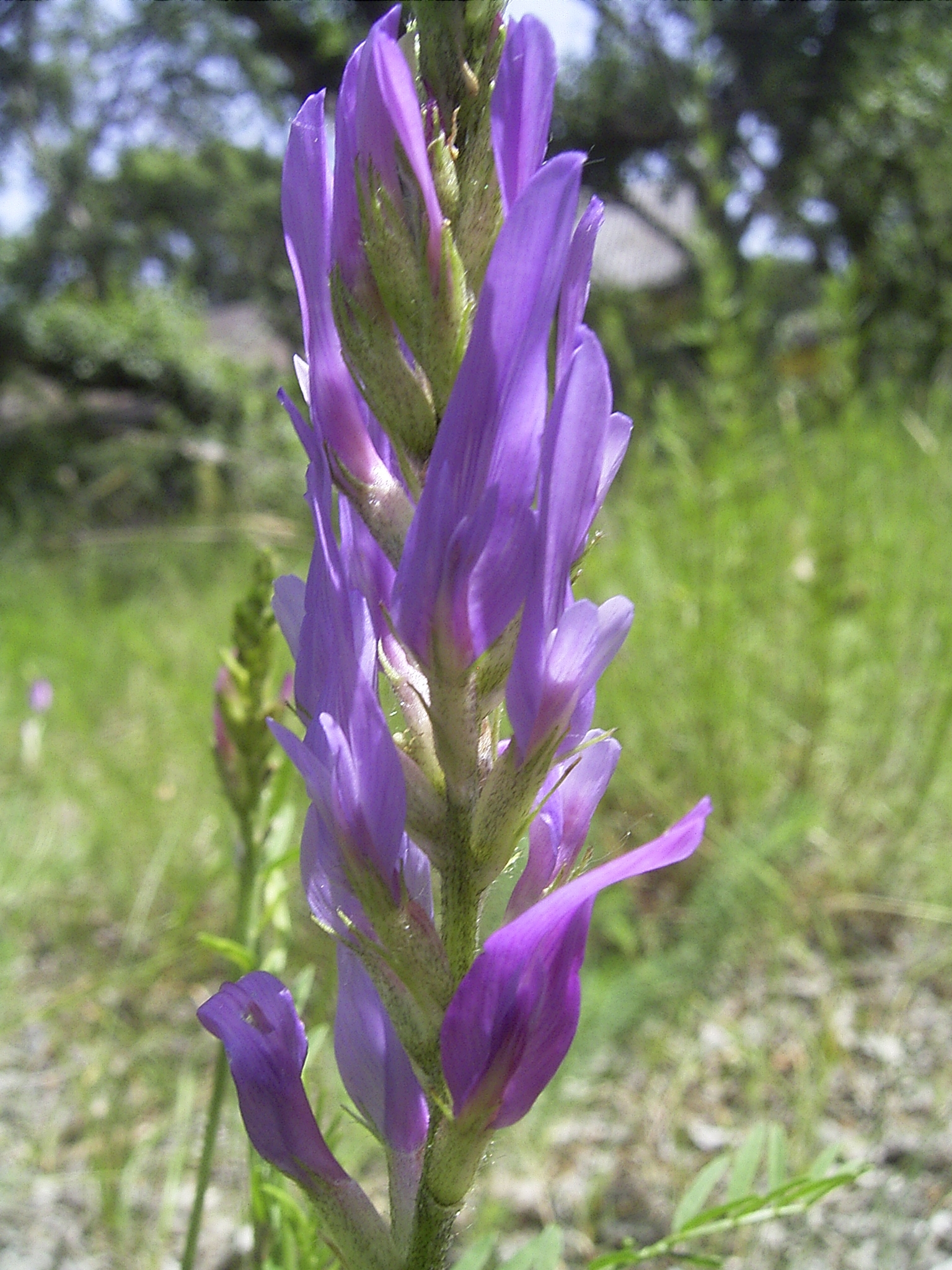
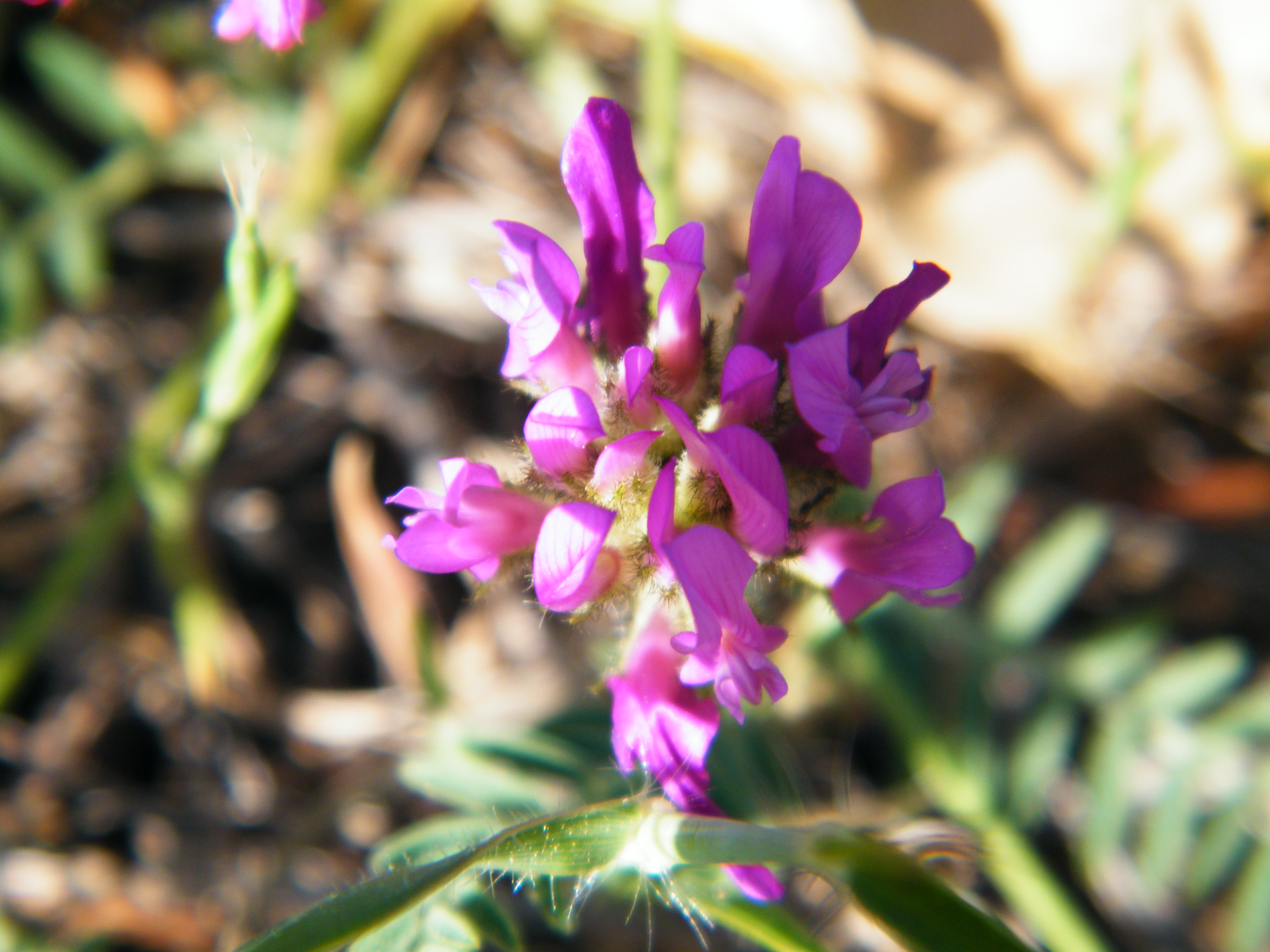
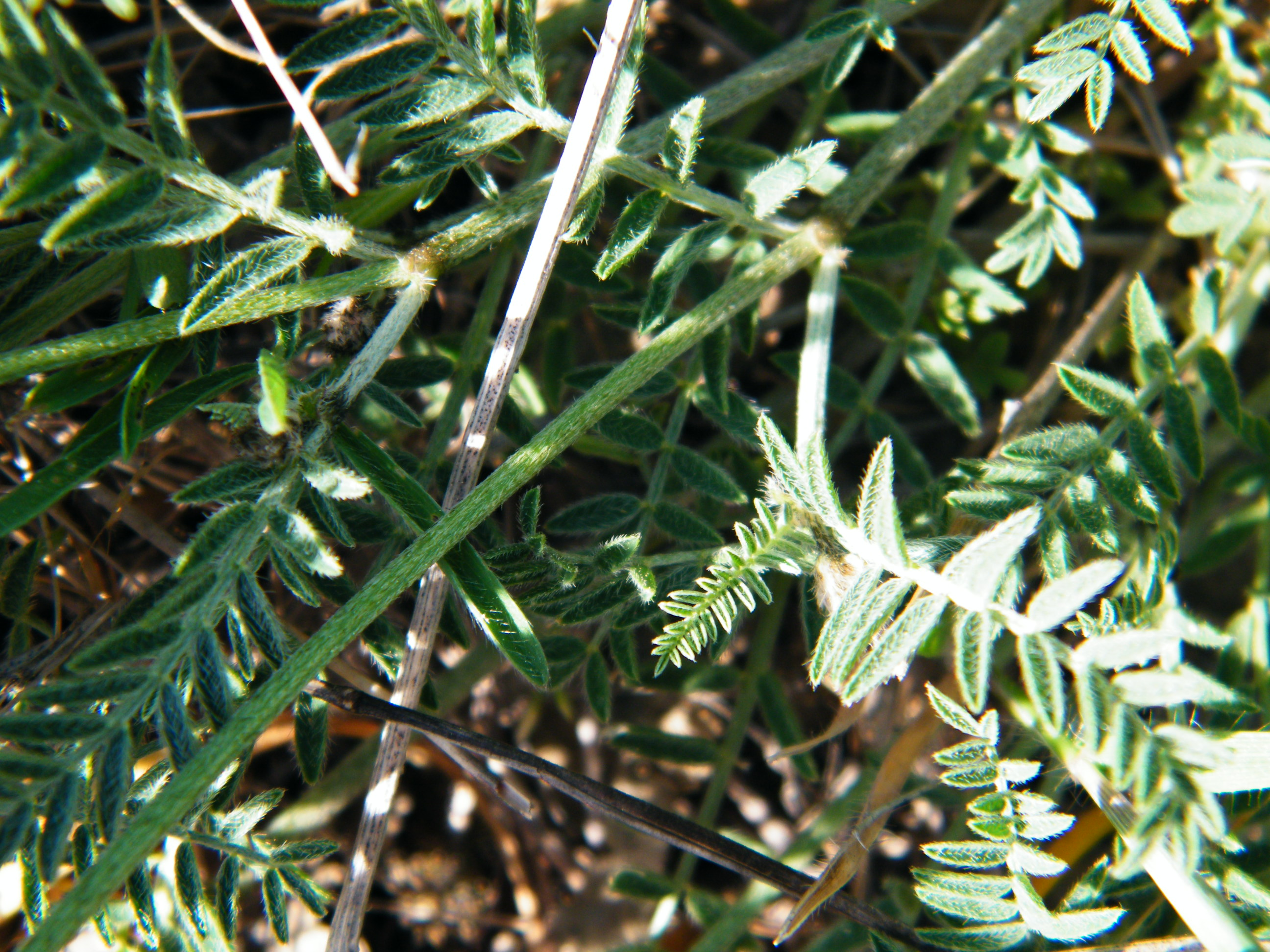
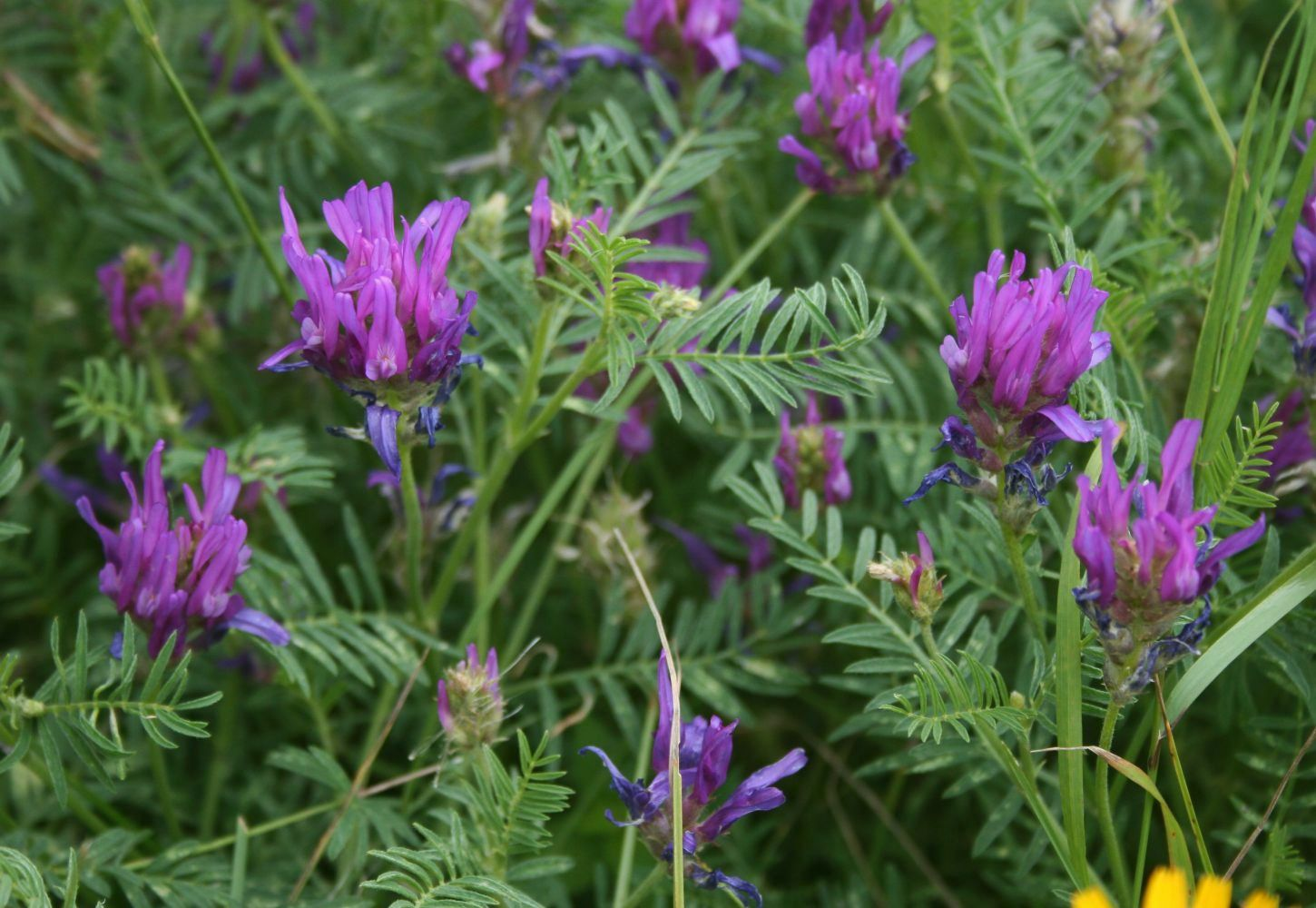
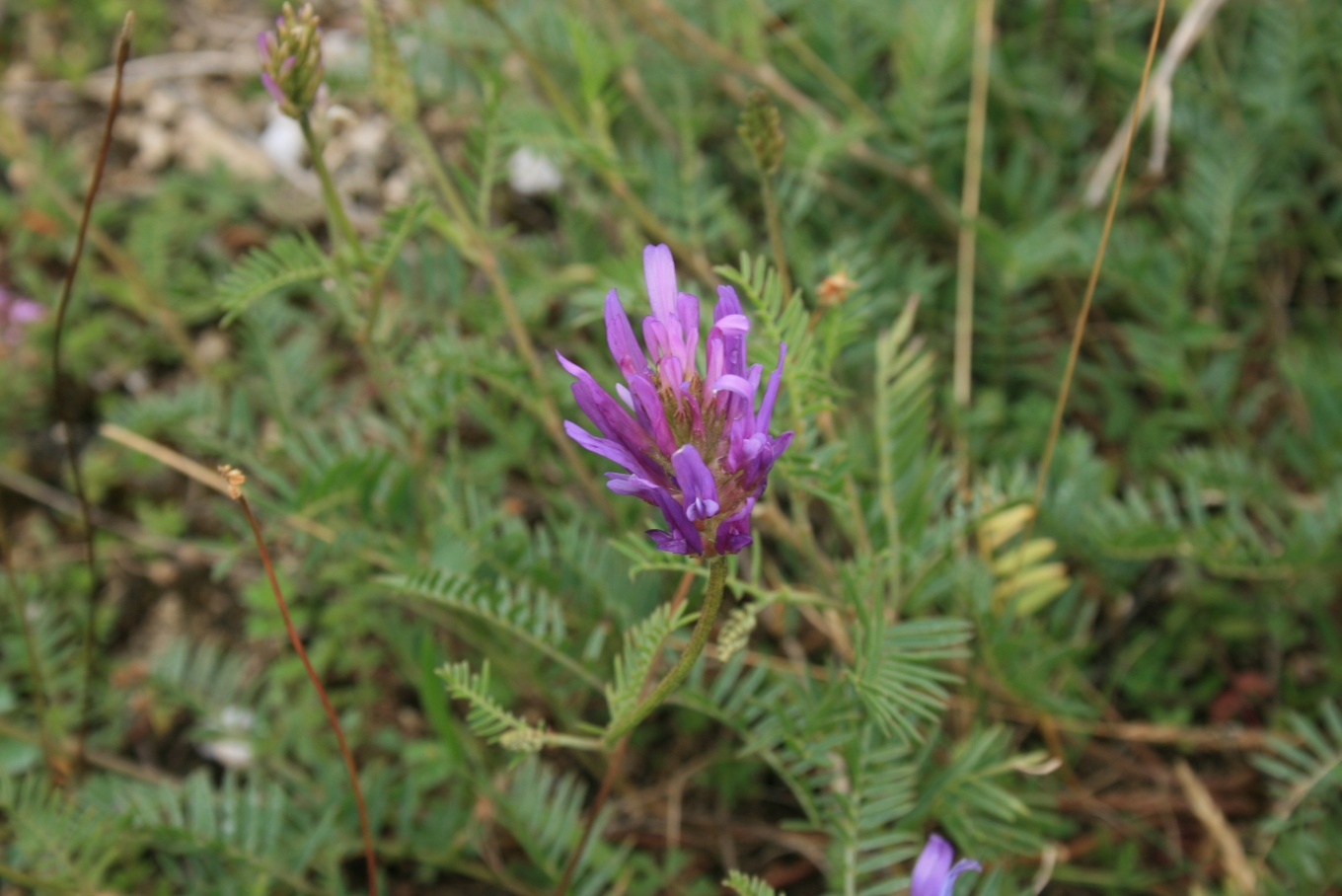